# Rainy Day And Day
「Rainy Day And Day」（レイニー デイ アンド デイ）は、Dragon Ash1枚目のシングル。1997年10月22日発売。発売元はビクターエンタテインメント / Invitation。

## 解説
表題曲は、テレビ東京系アニメ『VIRUS ‐VIRUS BUSTER SERGE‐』のオープニングテーマ。ボーカルの降谷建志がアニメの為に書き下ろした。C/W曲は、同アニメ第10話の挿入歌。デビューアルバム『The day dragged on』のレコーディング時に制作された。

## 収録曲
- 作詞・作曲：降谷建志　編曲：Dragon Ash[2]

1. Rainy Day And Day (3:25) [2]
2. Invitation (2:53) [2]

## 収録アルバム
オリジナル
- 『Mustang!』（1997年11月21日、#1）
- 『Buzz Songs』（1998年9月2日、#2）
  - Buzz Mixと題したアルバムバージョン。

ベスト
- 『The Best of Dragon Ash with Changes Vol.1』（2007年9月5日、#2）
  - Buzz Mixを収録。
- 『LOUD & PEACE』（2012年8月22日、#1,2）